# 骆湖镇
骆湖镇，是中华人民共和国广东省河源市东源县下辖的一个乡镇级行政单位。

## 行政区划
骆湖镇下辖以下地区：
骆湖社区、红花村、江坑村、骆湖村、上欧村、下欧村、小水村、杨坑村、致富村和枫木村、大岭塘村